# Fontaine-Chaalis
Fontaine-Chaalis är en kommun i departementet Oise i regionen Hauts-de-France i norra Frankrike. Kommunen ligger i kantonen Nanteuil-le-Haudouin som tillhör arrondissementet Senlis. År 2022 hade Fontaine-Chaalis 326 invånare.

## Befolkningsutveckling
Antalet invånare i kommunen Fontaine-Chaalis
| Referens: INSEE |